# Torneio Cidade de Vigo (hóquei em patins)
O Torneio Cidade de Vigo foi uma competição de Hóquei em Patins organizada pelo CERH disputada anualmente na cidade de Vigo (Galiza) entre 1983 e 2008, com a única exceção em 1999 em que não se disputou. O clube mais laureado na história da competição é o galego HC Liceo da Corunha, com um total de 13 títulos e 4 vice-campeonatos, sendo ainda o clube que mais vezes consecutivas conseguiu ganhar a competição, tendo vencido todas as edições entre 1985 e 1990 num total de 6 vezes.

## Histórico
| Edição | Ano  | Campeão           | Vice-campeão       | Resultado |
| ------ | ---- | ----------------- | ------------------ | --------- |
| 1ª     | 1983 | HC Liceo          | Dominicos La Toja  | 6–2       |
| 2ª     | 1984 | Seleção espanhola | Dominicos La Toja  | 4–2       |
| 3ª     | 1985 | HC Liceo          | Ruan Alcobendas    | 5–4       |
| 4ª     | 1986 | HC Liceo          | Dominicos La Toja  | 7–2       |
| 5ª     | 1987 | HC Liceo          | UD Oliveirense     | 9–3       |
| 6ª     | 1988 | HC Liceo          | Roller Monza       | 5–4       |
| 7ª     | 1989 | HC Liceo          | Hockey Novara      | 5–3       |
| 8ª     | 1990 | HC Liceo          | FC Porto           | 9–4       |
| 9ª     | 1991 | ÓC Barcelos       | HC Liceo           | 4–3       |
| 10ª    | 1992 | HC Liceo          | Roller Monza       | 7–3       |
| 11ª    | 1993 | HC Liceo          | Igualada           | 4–3       |
| 12ª    | 1994 | HC Liceo          | Igualada           | 4–1       |
| 13ª    | 1995 | Igualada          | HC Liceo           | 4–2       |
| 14ª    | 1996 | FC Barcelona      | Igualada           | 1–0       |
| 15ª    | 1997 | FC Barcelona      | HC Liceo           | 7–0       |
| 16ª    | 1998 | Amatori Vercelli  | Igualada           | 2–2 (GP)  |
| 17ª    | 2000 | FC Barcelona      | Paço de Arcos      | 2–0       |
| 18ª    | 2001 | FC Barcelona      | HC Liceo           | 4–1       |
| 19ª    | 2002 | HC Liceo          | FC Barcelona       | 6–4       |
| 20ª    | 2003 | Igualada          | FC Barcelona       | 5–3       |
| 21ª    | 2004 | FC Barcelona      | G. Atlántico VSK   | 3–2       |
| 22ª    | 2005 | HC Liceo          | G. Atlántico VSK   | 4–3       |
| 23ª    | 2006 | HC Liceo          | Follonica          | 4–3       |
| 24ª    | 2007 | FC Barcelona      | Bassano 54         | 4–2       |
| 25ª    | 2008 | SL Benfica        | Juventude de Viana | 5–1       |

- Em 1999 não se disputou a competição.

## Palmarés por equipa
| Clube             | Campeão | Vice-campeão |
| ----------------- | ------- | ------------ |
| HC Liceo          | 13      | 4            |
| FC Barcelona      | 6       | 2            |
| Igualada          | 2       | 4            |
| Seleção espanhola | 1       | 0            |
| OC Barcelos       | 1       | 0            |
| Amatori Vercelli  | 1       | 0            |
| SL Benfica        | 1       | 0            |